# Шоу, Док
Ларрами Кортез «Док» Шоу (англ. Larramie Cortez "Doc" Shaw) — американский певец, актёр и рэпер. Наиболее известен как исполнитель ролей Малика Пейна в сериале «Дом Тайлер Перри Пэйн», за который он получил премию Young Artist в 2009 году (лучшая актёрская работа), Марка Литла в «Всё тип-топ, или жизнь на борту» и короля Бумера в сериале «Два Короля».

## Карьера
До того, как Дока Шоу пригласили сняться в сериале «Дом Тайлер Перри Пэйн», он снимался в рекламных роликах. Док также был ведущим на 39-й ежегодной церемонии NAACP Image Awards. Присоединился к актерскому составу Disney Channel в комедии «Всё тип-топ, или жизнь на борту», в котором начал сниматься только со второго сезона. В сериале он играл Маркуса Литтла, бывшего победителя премии «Грэмми», чья карьера закончилась после того как его бросила компания. В 55 эпизоде роль Маркуса Литтла заканчивается, и Док Шоу придумывает своё шоу под названием «Два Короля». Также он записывает песню «Top of the World» вместе с Митчелом Муссо. Так появляется новое шоу «Два Короля» на канале Disney XD(). В России его транслирует Disney Channel Russia.
В связи с графиком работы на шоу «Два Короля», его роль в сериале «Дом Тайлер Перри Пэйн» постепенно отошла на второй план, так он изредка появлялся во время шестого сезона.

## Фильмография
Телесериалы
| Год                 | Название                        | Роль                   | Заметки                                      |
| ------------------- | ------------------------------- | ---------------------- | -------------------------------------------- |
| 2007-по наст. время | Дом Тайлер Перри Пэйн           | Малик Пейн             | Главная роль (Сезон 1-5; эпизодами, сезон 6) |
| 2009-2010           | Всё тип-топ, или жизнь на борту | Маркус Литтл/Лил Литтл | Главная роль (эпизод 30-эпизод 55)           |
| 2010-2013           | Два Короля                      | Король Бумер           | Главная роль                                 |
| 2011                | Рыбология                       | Гари (голос)           | 1 эпизод (приглашённый гость)                |

Фильмы
| Год  | Название                   | Роль      | Заметки |
| ---- | -------------------------- | --------- | ------- |
| 2010 | Меня никто не любит        | Большой Д | [ 4 ]   |
| 2014 | Планета обезьян: Революция | Эш        |         |